# Engoulevent de Ridgway
Antrostomus ridgwayi
Espèce
Synonymes
- Caprimulgus ridgwayi (Nelson, 1897)

Statut de conservation UICN

 LC  : Préoccupation mineure
L'Engoulevent de Ridgway (Antrostomus ridgwayi) est une espèce d'oiseaux de la famille des Caprimulgidae.

## Répartition
Cette espèce vit en Amérique centrale, du Mexique au Nicaragua.